# ATP Challenger Series 1997
In der folgenden Tabelle werden die Turniere der professionellen Herrentennis-Saison 1997 der ATP Challenger Series dargestellt. Sie bestand aus 107 Turnieren mit einem Preisgeld von 25.000 bis 125.000 US-Dollar. Es war die 20. Ausgabe des Challenger-Turnierzyklus.

## Turnierplan

### Januar
| Datum1 | Ort       | Turnier              | Preisgeld | Belag2        | Sieger Einzel       | Sieger Doppel                    |
| ------ | --------- | -------------------- | --------- | ------------- | ------------------- | -------------------------------- |
| 06.01. | Singapur  | Singapore Challenger | $ 050.000 | Hartplatz (i) | Andrei Tscherkassow | Mahesh Bhupathi Leander Paes     |
| 20.01. | Heilbronn | Heilbronn Open       | $ 100.000 | Teppich (i)   | Henrik Holm         | Olivier Delaître Stéphane Simian |
| 27.01. | Lippstadt | Lippstadt Challenger | $ 025.000 | Teppich (i)   | Arne Thoms          | Henrik Holm Nils Holm            |

### Februar
| Datum1 | Ort            | Turnier                      | Preisgeld | Belag2      | Sieger Einzel        | Sieger Doppel                   |
| ------ | -------------- | ---------------------------- | --------- | ----------- | -------------------- | ------------------------------- |
| 03.02. | Wolfsburg      | Volkswagen Challenger        | $ 025.000 | Teppich (i) | Jens Knippschild     | Nicola Bruno Laurence Tieleman  |
| 10.02. | Lübeck         | Warsteiner Challenger Lübeck | $ 025.000 | Teppich (i) | Geoff Grant          | Mathias Huning Joost Winnink    |
| 17.02. | Cherbourg      | Cherbourg Challenger         | $ 025.000 | Teppich (i) | Frederik Fetterlein  | Maks Mirny Kevin Ullyett        |
| 17.02. | Kyōto          | Kyoto Challenger             | $ 025.000 | Teppich (i) | Carsten Arriens      | Mahesh Bhupathi Wayne Black     |
| 17.02. | Punta del Este | Punta del Este Challenger    | $ 025.000 | Sand        | Marco Meneschincheri | Daniel Orsanic Martín Rodríguez |
| 24.02. | Salinas        | Salinas Challenger           | $ 050.000 | Hartplatz   | Oliver Gross         | Fernando Meligeni André Sá      |
| 24.02. | Magdeburg      | Residenza Open Magdeburg     | $ 025.000 | Teppich (i) | Petr Luxa            | Trey Phillips Chris Wilkinson   |

### März
| Datum1 | Ort             | Turnier                    | Preisgeld | Belag2    | Sieger Einzel  | Sieger Doppel                   |
| ------ | --------------- | -------------------------- | --------- | --------- | -------------- | ------------------------------- |
| 03.03. | Indian Wells    | Indian Wells Challenger    | $ 050.000 | Hartplatz | Jiří Novák     | Nicklas Kulti Michael Tebbutt   |
| 31.03. | Barletta        | Barletta Challenger        | $ 025.000 | Sand      | Carlos Costa   | Nuno Marques Tom Vanhoudt       |
| 31.03. | Puerto Vallarta | Puerto Vallarta Challenger | $ 025.000 | Hartplatz | Andrei Merinow | Alejandro Hernández Óscar Ortiz |

### April
| Datum1 | Ort        | Turnier               | Preisgeld | Belag2 | Sieger Einzel   | Sieger Doppel                   |
| ------ | ---------- | --------------------- | --------- | ------ | --------------- | ------------------------------- |
| 07.04. | Bermuda    | XL Bermuda Open       | $ 125.000 | Sand   | Johan van Herck | Javier Frana Mark Knowles       |
| 07.04. | Neapel     | Napoli Challenger     | $ 075.000 | Sand   | Dinu Pescariu   | Aleksandar Kitinov Tom Vanhoudt |
| 14.04. | Birmingham | Birmingham Challenger | $ 050.000 | Sand   | Johan van Herck | Luke Jensen Murphy Jensen       |
| 14.04. | Split      | Split Challenger      | $ 050.000 | Sand   | Dinu Pescariu   | Devin Bowen Dinu Pescariu       |
| 21.04. | Prag       | Prague Challenger     | $ 025.000 | Sand   | Albert Portas   | Mahesh Bhupathi Leander Paes    |

### Mai
| Datum1 | Ort        | Turnier                     | Preisgeld | Belag2    | Sieger Einzel      | Sieger Doppel                     |
| ------ | ---------- | --------------------------- | --------- | --------- | ------------------ | --------------------------------- |
| 05.05. | Ljubljana  | Ljubljana Challenger        | $ 125.000 | Sand      | Brett Steven       | Lucas Arnold Ker Daniel Orsanic   |
| 05.05. | Bratislava | Bratislava Challenger       | $ 050.000 | Sand      | Sébastien Grosjean | Jared Palmer Christo van Rensburg |
| 05.05. | Jerusalem  | Jerusalem Challenger        | $ 050.000 | Hartplatz | Wayne Black        | Mahesh Bhupathi Leander Paes      |
| 12.05. | Košice     | Košice Challenger           | $ 125.000 | Sand      | Dominik Hrbatý     | Pat Cash Andrew Kratzmann         |
| 12.05. | Curitiba   | Curitiba Challenger         | $ 050.000 | Sand      | Gustavo Kuerten    | Glenn Weiner Herbert Wiltschnig   |
| 12.05. | Dresden    | Ostdeutscher Sparkassen Cup | $ 050.000 | Sand      | Dick Norman        | Mark Merklein Jeff Salzenstein    |
| 19.05. | Budapest   | Budapest Challenger I       | $ 050.000 | Sand      | Steven Randjelovic | Nuno Marques Tom Vanhoudt         |

### Juni
| Datum1 | Ort             | Turnier                    | Preisgeld | Belag2    | Sieger Einzel       | Sieger Doppel                     |
| ------ | --------------- | -------------------------- | --------- | --------- | ------------------- | --------------------------------- |
| 03.06. | Prostějov       | Prostějov Challenger       | $ 125.000 | Sand      | Bohdan Ulihrach     | Jiří Novák David Rikl             |
| 03.06. | Fürth           | Quelle Cup                 | $ 050.000 | Sand      | Davide Sanguinetti  | Brandon Coupe Paul Rosner         |
| 09.06. | Weiden          | ATU Cup                    | $ 025.000 | Sand      | Dirk Dier           | Geoff Grant Mark Merklein         |
| 16.06. | Zagreb          | Zagreb Challenger          | $ 075.000 | Sand      | Alberto Berasategui | David Roditi Tomáš Anzari         |
| 16.06. | Eisenach        | Wartburg Open              | $ 025.000 | Sand      | Tomas Nydahl        | Geoff Grant Mark Merklein         |
| 23.06. | Braunschweig    | Nord/LB Open               | $ 125.000 | Sand      | Francisco Roig      | Brandon Coupe Paul Rosner         |
| 30.06. | Venedig         | Venice Challenger          | $ 100.000 | Sand      | Julián Alonso       | Giorgio Galimberti Massimo Valeri |
| 30.06. | Flushing Meadow | Flushing Meadow Challenger | $ 050.000 | Hartplatz | Gianluca Pozzi      | Geoff Grant Mark Merklein         |
| 30.06. | Ulm             | Müller Cup                 | $ 050.000 | Sand      | Dinu Pescariu       | Kris Goossens Tom Vanhoudt        |
| 30.06. | Montauban       | Montauban Challenger       | $ 025.000 | Sand      | Olivier Mutis       | Gabrio Castrichella Daniele Musa  |

### Juli
| Datum1 | Ort           | Turnier                  | Preisgeld | Belag2    | Sieger Einzel          | Sieger Doppel                             |
| ------ | ------------- | ------------------------ | --------- | --------- | ---------------------- | ----------------------------------------- |
| 07.07. | Brașov        | Brașov Challenger        | $ 050.000 | Sand      | Ionuț Moldovan         | George Cosac Miles Maclagan               |
| 07.07. | Bristol       | Bristol Challenger       | $ 050.000 | Rasen     | Stefano Pescosolido    | nicht beendet                             |
| 07.07. | Granby        | Granby Challenger        | $ 050.000 | Hartplatz | Wayne Black            | Grant Doyle Mark Merklein                 |
| 07.07. | Cali          | Cali Challenger          | $ 025.000 | Sand      | Ramón Delgado          | Eduardo Medica Mariano Puerta             |
| 07.07. | Oberstaufen   | Oberstaufen Cup          | $ 025.000 | Sand      | Davide Sanguinetti     | Juan Ignacio Carrasco Jordi Mas           |
| 14.07. | Contrexéville | Contrexéville Challenger | $ 075.000 | Sand      | Julián Alonso          | Petr Luxa David Škoch                     |
| 14.07. | Aptos         | Aptos Challenger         | $ 050.000 | Hartplatz | Jan-Michael Gambill    | Sébastien Leblanc Jocelyn Robichaud       |
| 14.07. | Manchester    | Manchester Challenger    | $ 050.000 | Rasen     | Óscar Burrieza López   | Mark Petchey Danny Sapsford               |
| 14.07. | Quito         | Quito Challenger         | $ 050.000 | Sand      | Mariano Puerta         | Bernardo Martínez Marco Osorio            |
| 14.07. | Scheveningen  | Scheveningen Challenger  | $ 050.000 | Sand      | Ion Moldovan           | Álex Calatrava Tom Vanhoudt               |
| 14.07. | Pörtschach    | Pörtschach Challenger    | $ 025.000 | Sand      | Christophe van Garsse  | Jaymon Crabb Mikael Stadling              |
| 21.07. | Ostende       | Ostend Challenger        | $ 075.000 | Sand      | Jordi Burillo          | Kris Goossens Tom Vanhoudt                |
| 21.07. | Newcastle     | Newcastle Challenger     | $ 050.000 | Sand      | Fabrice Santoro        | Óscar Burrieza López Filippo Veglio       |
| 21.07. | Tampere       | Tampere Challenger       | $ 050.000 | Sand      | Attila Sávolt          | Cyril Buscaglione Régis Lavergne          |
| 21.07. | Winnetka      | Winnetka Challenger      | $ 050.000 | Hartplatz | Gianluca Pozzi         | Michael Sell Myles Wakefield              |
| 28.07. | Posen         | Poznań Challenger        | $ 125.000 | Sand      | Jeff Tarango           | David Rikl Tomáš Anzari                   |
| 28.07. | Meran         | Merano Challenger        | $ 100.000 | Sand      | Lucas Arnold Ker       | Mariano Hood Sebastián Prieto             |
| 28.07. | Istanbul      | Istanbul Challenger      | $ 050.000 | Hartplatz | Jean-Philippe Fleurian | João Cunha e Silva Jean-Philippe Fleurian |
| 28.07. | Lexington     | Lexington Challenger     | $ 050.000 | Hartplatz | Wayne Black            | Wayne Black Brian MacPhie                 |

### August
| Datum1 | Ort            | Turnier                   | Preisgeld | Belag2    | Sieger Einzel       | Sieger Doppel                   |
| ------ | -------------- | ------------------------- | --------- | --------- | ------------------- | ------------------------------- |
| 04.08. | Segovia        | Open Castilla y León      | $ 100.000 | Hartplatz | Jordi Burillo       | João Cunha e Silva Nuno Marques |
| 04.08. | Binghamton     | Binghamton Challenger     | $ 025.000 | Hartplatz | David Witt          | Brian MacPhie Jeff Salzenstein  |
| 04.08. | Belo Horizonte | Belo Horizonte Challenger | $ 025.000 | Hartplatz | Roberto Jabali      | Gabriel Trifu Glenn Weiner      |
| 04.08. | Pilsen         | Pilzen Challenger         | $ 025.000 | Sand      | Vincenzo Santopadre | Petr Luxa Borut Urh             |
| 11.08. | Graz           | Graz Challenger           | $ 125.000 | Sand      | Radomír Vašek       | Lucas Arnold Ker Tom Vanhoudt   |
| 11.08. | Bronx          | Bronx Challenger          | $ 050.000 | Hartplatz | Michael Sell        | Nelson Aerts André Sá           |
| 11.08. | Olbia          | Olbia Challenger          | $ 050.000 | Hartplatz | Diego Nargiso       | Geoff Grant Maurice Ruah        |
| 18.08. | Genf           | Geneva Challenger         | $ 050.000 | Sand      | Andrea Gaudenzi     | Diego del Río Mariano Puerta    |
| 18.08. | Nettingsdorf   | Nettingsdorf Challenger   | $ 025.000 | Sand      | Radomír Vašek       | Björn Jacob Michael Kohlmann    |
| 25.08. | Alpirsbach     | Alpirsbach Challenger     | $ 025.000 | Sand      | Fabio Maggi         | Mathias Huning Grant Silcock    |
| 25.08. | Santa Cruz     | Santa Cruz Challenger     | $ 025.000 | Sand      | Guillermo Cañas     | Mariano Hood Sebastián Prieto   |

### September
| Datum1 | Ort               | Turnier                  | Preisgeld | Belag2    | Sieger Einzel       | Sieger Doppel                          |
| ------ | ----------------- | ------------------------ | --------- | --------- | ------------------- | -------------------------------------- |
| 01.09. | Azoren            | Azores Challenger        | $ 050.000 | Hartplatz | Cristiano Caratti   | Andrei Tscherkassow Gastón Etlis       |
| 01.09. | Edinburgh         | Edinburgh Challenger     | $ 050.000 | Sand      | Dinu Pescariu       | Wayne Arthurs Grant Doyle              |
| 01.09. | Guadalajara       | Guadalajara Challenger I | $ 025.000 | Sand      | Alejandro Hernández | Nelson Aerts André Sá                  |
| 08.09. | Espinho           | Espinho Challenger       | $ 100.000 | Sand      | Marat Safin         | Juan Ignacio Carrasco Álex López Morón |
| 08.09. | Budapest          | Budapest Challenger II   | $ 050.000 | Sand      | Jan Frode Andersen  | Nebojša Đorđević Dušan Vemić           |
| 15.09. | Stettin           | Szczecin Challenger      | $ 125.000 | Sand      | Richard Fromberg    | Tom Kempers Daniel Orsanic             |
| 15.09. | Urbana            | Urbana Challenger        | $ 050.000 | Hartplatz | Andrew Richardson   | Michael Sell Kevin Ullyett             |
| 22.09. | São Paulo         | São Paulo Challenger     | $ 100.000 | Sand      | Lucas Arnold Ker    | Nelson Aerts Bernardo Martínez         |
| 22.09. | Delray Beach      | Delray Beach Challenger  | $ 050.000 | Hartplatz | Todd Martin         | Michael Sell Kevin Ullyett             |
| 22.09. | Sevilla           | Copa Sevilla             | $ 025.000 | Sand      | Álex Calatrava      | Tuomas Ketola Michael Kohlmann         |
| 22.09. | Skopje            | Skopje Challenger        | $ 025.000 | Sand      | Dušan Vemić         | Thomas Buchmayer Thomas Strengberger   |
| 29.09. | Santiago de Chile | Santiago Challenger      | $ 100.000 | Sand      | Guillermo Cañas     | Lucas Arnold Ker Jaime Oncins          |
| 29.09. | Mallorca          | Mallorca Challenger      | $ 050.000 | Sand      | Álex López Morón    | Massimo Ardinghi Guillaume Marx        |
| 29.09. | San Antonio       | San Antonio Challenger   | $ 050.000 | Hartplatz | Daniel Nestor       | Doug Flach Jeff Salzenstein            |

### Oktober
| Datum1 | Ort       | Turnier                        | Preisgeld | Belag2        | Sieger Einzel       | Sieger Doppel                       |
| ------ | --------- | ------------------------------ | --------- | ------------- | ------------------- | ----------------------------------- |
| 06.10. | Barcelona | Barcelona Challenger           | $ 100.000 | Sand          | Carlos Costa        | Tamer El Sawy Nuno Marques          |
| 06.10. | Lima      | Lima Challenger                | $ 100.000 | Sand          | Tomas Nydahl        | Mariano Hood Sebastián Prieto       |
| 06.10. | Sedona    | Sedona Challenger              | $ 050.000 | Hartplatz     | Michael Sell        | John-Laffnie de Jager Robbie Koenig |
| 13.10. | Kairo     | Cairo Challenger               | $ 100.000 | Sand          | Alberto Berasategui | Tomás Carbonell Francisco Roig      |
| 13.10. | Guayaquil | Challenger Ciudad de Guayaquil | $ 100.000 | Sand          | Tomas Nydahl        | Gábor Köves Tomas Nydahl            |
| 20.10. | Brest     | Brest Challenger               | $ 100.000 | Hartplatz (i) | Johan van Herck     | Dave Randall Jack Waite             |
| 20.10. | Seoul     | Seoul Challenger               | $ 050.000 | Sand          | Peter Tramacchi     | Edwin Kempes Gōichi Motomura        |
| 20.10. | Eckental  | Okal Cup                       | $ 025.000 | Teppich (i)   | Rainer Schüttler    | Lars Rehmann Rainer Schüttler       |
| 27.10. | Aachen    | Lambertz Open by STAWAG        | $ 050.000 | Hartplatz (i) | Hendrik Dreekmann   | John-Laffnie de Jager Chris Haggard |

### November
| Datum1 | Ort          | Turnier                   | Preisgeld | Belag2        | Sieger Einzel      | Sieger Doppel                       |
| ------ | ------------ | ------------------------- | --------- | ------------- | ------------------ | ----------------------------------- |
| 03.11. | Neumünster   | Neumünster Challenger     | $ 025.000 | Teppich (i)   | Dick Norman        | John-Laffnie de Jager Chris Haggard |
| 03.11. | Puebla       | Puebla Challenger         | $ 025.000 | Hartplatz     | Luis Herrera       | Tamer El Sawy Maurice Ruah          |
| 10.11. | Andorra      | Andorra Challenger        | $ 100.000 | Hartplatz (i) | Gianluca Pozzi     | Nicolas Escudé Jérôme Golmard       |
| 10.11. | Río Grande   | Río Grande Challenger     | $ 100.000 | Sand          | Franco Squillari   | Lucas Arnold Ker Daniel Orsanic     |
| 10.11. | Las Vegas    | Las Vegas Challenger      | $ 050.000 | Hartplatz     | Christian Vinck    | David Di Lucia Michael Sell         |
| 17.11. | Guadalajara  | Guadalajara Challenger II | $ 100.000 | Sand          | Younes El Aynaoui  | Nelson Aerts André Sá               |
| 17.11. | Amarillo     | Amarillo Challenger       | $ 050.000 | Hartplatz (i) | Peter Tramacchi    | Geoff Grant Mark Merklein           |
| 17.11. | Portorož     | Portorož Challenger       | $ 025.000 | Hartplatz (i) | Orlin Stanoitschew | Danny Sapsford Chris Wilkinson      |
| 24.11. | Buenos Aires | Buenos Aires Challenger   | $ 100.000 | Sand          | Franco Squillari   | Diego del Río Daniel Orsanic        |
| 24.11. | Burbank      | Burbank Challenger        | $ 050.000 | Hartplatz     | Andre Agassi       | Doug Flach Brian MacPhie            |
| 24.11. | La Réunion   | Réunion Challenger        | $ 050.000 | Hartplatz     | Jan Apell          | Clinton Ferreira Jan Siemerink      |
| 24.11. | Mumbai       | Mumbai Challenger         | $ 025.000 | Hartplatz     | Takao Suzuki       | Emanuel Couto João Cunha e Silva    |
| 24.11. | Ixtapa       | Ixtapa Challenger         | $ 025.000 | Hartplatz     | Steve Campbell     | Chris Haggard Maurice Ruah          |

### Dezember
| Datum1 | Ort               | Turnier                    | Preisgeld | Belag2        | Sieger Einzel    | Sieger Doppel                     |
| ------ | ----------------- | -------------------------- | --------- | ------------- | ---------------- | --------------------------------- |
| 01.12. | Bad Lippspringe   | Bad Lippspringe Challenger | $ 050.000 | Teppich (i)   | Michael Kohlmann | Tuomas Ketola Michael Kohlmann    |
| 01.12. | Ahmedabad         | Ahmedabad Challenger       | $ 025.000 | Hartplatz     | Vadim Kutsenko   | Emanuel Couto João Cunha e Silva  |
| 08.12. | Eilat             | Eilat Challenger           | $ 050.000 | Hartplatz (i) | Tuomas Ketola    | Patrick Baur Andrei Tscherkassow  |
| 08.12. | Perth             | Perth Challenger           | $ 025.000 | Hartplatz     | Wayne Arthurs    | James Holmes Paul Kilderry        |
| 08.12. | Santiago de Chile | Cerveza Cristal            | $ 025.000 | Sand          | Oliver Gross     | Mariano Hood Sebastián Prieto     |
| 08.12. | Wismar            | Wismar Challenger          | $ 025.000 | Teppich (i)   | Christian Vinck  | Lars Burgsmüller Michael Kohlmann |

- 1 Turnierbeginn (ohne Qualifikation)
- 2 Das Kürzel „(i)“ (= indoor) bedeutet, dass das betreffende Turnier in einer Halle ausgetragen wurde.